# Veleti

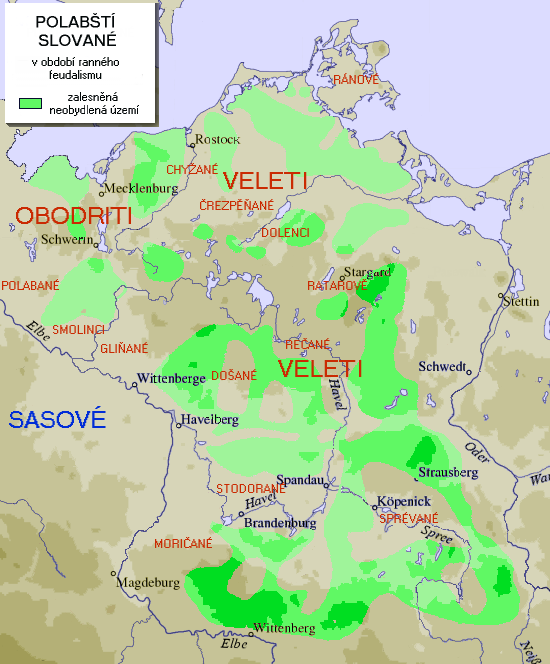
Zona d'insediamento dei Veleti e degli Obodriti (le parti in colore verde rappresentano aree coperte da foreste, quelle marrone scuro, le alture)

I Veleti (in lingua tedesca anche Wilzen, Wilsen, Wilciken, Welataben) erano una federazione etnica di Slavi occidentali, che nell'VIII e nel IX secolo risiedevano nella parte orientale del Meclemburgo, nella Pomerania Anteriore e nella parte settentrionale del Brandeburgo. La federazione era composta da stirpi nominalmente sconosciute, al cui vertice stava un Signore (Samtherrscher) o Gran Principe. Alla metà del X secolo la federazione si sciolse e alla fine del secolo si costituì una serie di nuove stirpi, nell'origine sassone che si raggruppò sotto la denominazione di Liutici.

## Denominazione
Il nome della federazione etnica compare per la prima volta nel 789 come Wilze, voce dei coevi Annales Regni Francorum. È una stirpe slava e potrebbe tradursi in conformità al significato con Die Riesen (I giganti) o Die Großen (I grossi). Eginardo sostenne, nella sua Vita Karoli Magni, che i Veleti si definissero Velataben. Quando Helmold di Bosau cambiò il nome in riferimento ad Adamo da Brema ancora nel XII secolo per descrivere la località dell'isola di Rügen, la stirpe dei Veleti venne così menzionata. Di fronte a ciò la citazione dei Veleti nella lista di Enrico I di Sassonia delle stirpi slave assediate tra il 928 e il 929 da parte di Vitichindo di Corvey deve servire solo per una esaltazione di Enrico I e delle sue imprese, in modo che egli venisse posto su un piedistallo insieme al vincitore dei Veleti, Carlo Magno. Enrico I non condusse mai alcuna campagna contro i Veleti.

## Territorio
Il territorio dei Veleti nel IX secolo si estendeva a nord da Demmin, nella Pomerania Anteriore, lungo il Mar Baltico fino al fiume Parsęta, presso Kolberg. A ovest appartenevano loro parti intorno al lago Müritz e a est lo Uckermark. A sud il territorio dei Veleti confinava con l'attuale Brandeburgo sui fiumi Havel e Sprea.
Poiché il Geografo bavarese distingue fra Veleti ed Evelli, un'ulteriore estensione verso sud è improbabile. 
Veramente, nella rielaborazione della tavola dei popoli dell'anglosassone Paolo Orosio ai tempi di Alfredo il Grande, gli Evelli sono posti insieme ai Veleti, ma Vitichindo di Corvey, nel 929, distingueva ancora tra Evelli e Veleti. Inoltre vi sono in proposito indizi per supporre, che originariamente tra Veleti ed Evelli il confine corresse fra le lingue polabe e sorabe.
I risultati delle ricerche archeologiche hanno fornito per la ricerca storica sull'insediamento, punti baricentrici nel territorio del fiume Peene, sull'isola di Usedom, a sudest di Malchin, presso Altentreptow, sul Tollensesee e sul Kummerower See, come nell'Uckermark.

## Storia
Le conoscenze sui Veleti si basano al momento sulle indicazioni degli analisti e degli storici franchi. Il loro interesse vale naturalmente sui fatti del regno carolingio, cosicché le notizie sui Veleti sono state tramandate solo in correlazione con le trattative sui confini o sulle forme dello sfruttamento carolingio.
Corrispondentemente sono comprensibili le informazioni sulla storia dei Veleti, ma il loro territorio d'insediamento non toccava la zona di dominio dei franchi. 

### Condizione
La federazione etnica dei Veleti si formò alla fine dell'VIII secolo da una quantità di tribù effettivamente non note, ciascuna delle quali presieduta da un piccolo principe o un piccolo re (regulus), un capo significativo. Le tribù si riconoscevano una con l'altra come appartenenti alla federazione etnica.
Inoltre le tribù, a somiglianza delle strutture vigenti presso gli Obodriti, si sottomettevano all'autorità di un capo di tutti o gran principe (rex). A differenza degli Obodriti, le fonti franche lasciano trasparire solo poche indicazioni sulla legittimazione del capo riunificante (Samtherrscher), cosicché rimane aperto il quesito se questi veniva insediato dai Franchi o dai Veleti, chiamato alla carica in forza del diritto o disposto in base al fondamento di una combinazione di entrambe le ipotesi.
Veramente gli annali del regno dell'823 riferiscono che il populus Wilzorum aveva avuto il figlio di Liub, Milegast, come Samtherrscher, deposto e riproposto più volte e infine aveva definito come Samtherrscher il fratello Cealadragus, perciò rimane poco chiaro, in questo rapporto, chi si nascondeva dietro l'organo costitutivo del populus Wilzorum e in quale misura di obblighi andava incontro la sua decisione. I fratelli aspiranti alla signoria si recarono quindi presso l'imperatore dei Franchi e chiesero a Ludovico il Pio una decisione, che allora, secondo le apparenze, portò alla prima definizione degli obblighi.
I nomi dei singoli capi delle tribù dei Veleti rimangono nell'oscurità: le fonti franche non ne parlano. Il confronto delle quattro "regioni" del Geografo Bavarese del IX secolo con quelle di Adamo di Brema, dell'XI secolo, Chizzini, Redari, Tollensani e Circipani, non ha potuto, a causa delle circostanze del tempo, imporsi, tanto più che i Chizzini, in ogni caso, e probabilmente anche gli Zirzipani, appartenevano politicamente alla lega degli Obodriti e intanto ci fu un ricambio dei Redari e dei Tollensani
Ultimamente si è cercato d'identificare, sulla base dell'archeologia, le presunte origini territoriali e di classificare i nomi dalle radici note degli ultimi secoli, così i Veleti come stirpe nella zona del fiume Peene, i Wollini e gli Ucrani nell'Uckermark, i Redari, i Tollensani, gli Riaciani e qualche piccola stirpe che avrebbero formato la Lega etnica.

### Campagna militare dei Veleti
Alla fine dell'VIII secolo il territorio d'insediamento dei Veleti si ampliò. Sotto il Samtherrscher Dragowit, che superava i principi delle tribù in "elevatezza di origini, aspetto ed età" estese la zona d'influenza politica dei Veleti fino alla regione di Prignitz e si fermò solo alla metà dell'Elba. Le stirpi dei Linoni, degli Smeldingi e dei Bethenici, citate nelle fonti franche, sottostarono allo Samtherrscher veleto o quanto meno gli furono alleate. Secondo la concezione franca di confine di un regno sull'Elba e delle rappacificate signorie intorno al territorio di queste, le tribù di slavi dell'Elba erano politicamente sottomesse al re veleto Dragowit, per garantire le incursioni dei più giovani in Sassonia. Per questo motivo Carlo Magno mise insieme, nel 789, un esercito di Franchi, Sassoni, Frigi, Sorbi e Obodriti e si mosse combattendo fino alla rocca dello Samtherrscher veleto Dragowit, la civitas Dragawiti sul Peene presso Demmin. Dragowit, dopo lunghe trattative aprì al re franco la sua fortezza e gli si sottomise senza combattere. Vedendo questo riconoscimento della supremazia di Carlo Magno, si sottomisero a lui infine anche i principi prigionieri delle tribù dell'Elba, fecero giuramento di fedeltà a Carlo e gli diedero degli ostaggi. In conformità alla dottrina carolingia di un confine del regno sull'Elba, Carlo Magno non lasciò nel territorio dei Veleti alcun contingente di truppe di occupazione. Carlo effettuò cambiamenti politici solo nel Prignitz. Per la loro rappacificazione egli sottomise le tribù locali dei Linoni, degli Smeldingi e dei Bethenici all'autorità degli Obodriti sotto il loro Samtherrscher Witzan, con il quale Carlo aveva stretto un patto di alleanza strategica.
Questa ingerenza di Carlo nella politica di influenza dei Veleti rimase inoppugnata per tutti i successivi 20 anni, probabilmente durante il rimanente periodo di comando di Dragowit e dei suoi discendenti.
Solo nel 799 il re franco si vide obbligato a inviare il figlio Carlo il Giovane ai confini dell'Elba, per accomodare le controversie tra i Veleti e i suoi alleati Obodriti sul dominio del Prignitz.

### Lotta per riconfini nel Prignitz
Le successive notizie sui Veleti risalgono agli anni 808-812 e parlano di battaglie per i confini tra Franchi e Veleti nel Prignitz. Nel quadro di un contrasto fra Danesi e Obodriti riguardo alla piazza commerciale di Reric sul Baltico, i Linoni e gli Smeldingi nell'808 furono sconfitti dagli Obodriti e riportati di nuovo sotto l'influenza dei Veleti. Questi approfittarono dell'attacco dei Danesi e si spinsero contemporaneamente verso est nel centro della zona degli Obroditi, la saccheggiarono e in seguito si ritirarono. Nell'anno successivo i rapporti s'invertirono e il rafforzato loro Samtherrscher Drasco intraprese una campagna vendicativa contro i Veleti, devastò i loro territori e rientrò a casa con un ricco bottino.
A questo punto impostò una politica interna di forza con un ancor più grosso esercito e conquistò nello stesso anno la rocca più grossa degli Smeldingi, che successivamente si sottomisero nuovamente agli Obodriti. Alla fine tuttavia non riuscì agli Obodriti di riacquisire la superiorità sulle stirpi di Prignitz. Nell'810 i Veleti distrussero la rocca franca, eretta solo l'anno prima, di Hochbuoki, sul fiume Elba. e riportarono così i rapporti allo stato di prima della campagna contro i Veleti: l'influenza dei Veleti raggiunse così nuovamente il medio Elba. 
Negli anni immediatamente successivi non cambiò gran che. È vero che i Franchi rioccuparono la fortezza che controllava il collegamento con l'Elba, ma non ebbe più luogo una rinnovata sottomissione del Prignitz agli Obodriti. 
Invece ci fu nuovamente oltre il confine dell'Elba un confronto militare con i Veleti e le stirpi loro satelliti: i Franchi ora si limitarono ad assicurare i confini del regno sull'Elba, visto che i Sassoni erano stati integrati nel regno.
Insieme agli Obodriti, nell'812, tre divisioni dell'esercito marciarono nel Prignitz contro i Veleti.

### Declino
La lega etnica pareva, fino alla metà del X secolo, essere affondata in una situazione di scarsa significatività politica. Con l'839 le notizie delle fonti franche sui Veleti s'interrompono improvvisamente.
In quell'anno sono citati i Veleti negli Annales Bertiniani per l'ultima volta, con l'argomento di un attacco da parte di Sorbi e Veleti in territorio sassone. Infine si trovano poi ancora elencati solo dal Geografo bavarese e nella Tavola dei Popoli Anglosassoni.
Nel corso dell'organizzazione della rivolta degli slavi, le stirpi una volta dette Veleti, non sono più chiamate tali, ma Liutici. Questi però non rappresentano i successori dei Veleti, bensì sono da distinguere da questi come i nuovi fondatori indipendenti di una lega etnica, con uno statuto fortemente divergente da quello della lega dei Veleti.

## Fonti
- Annales Regni Francorum
- Fragmentum chesnii
- Annales Mettenses priores